# Campagne 2010-2012 de l'équipe d'Allemagne de football
Maillots
Actualités
L'équipe d'Allemagne de football participe en 2010 et 2011 aux éliminatoires de l'Euro 2012.
Les hommes de Joachim Löw ont pour principal objectif de se qualifier pour la 14e édition du Championnat d'Europe de football, qui aura lieu en Pologne et en Ukraine du 9 juin au 1er juillet 2012.

## Saison

### Avant saison
Après une troisième place obtenue à la Coupe du monde 2010, Joachim Löw est confirmé dans ses fonctions de sélectionneur et est chargé d'emmener la Nationalmannschaft à l'Euro 2012. Il s'appuie sur le groupe qu'il a construit lors du mondial tout en y incorporant la nouvelle génération allemande qui brille en Bundesliga emmenée par les jeunes du Borussia Dortmund tels que Mats Hummels, Marcel Schmelzer et le prodige Mario Götze ou encore la sensation de Mayence André Schürrle.

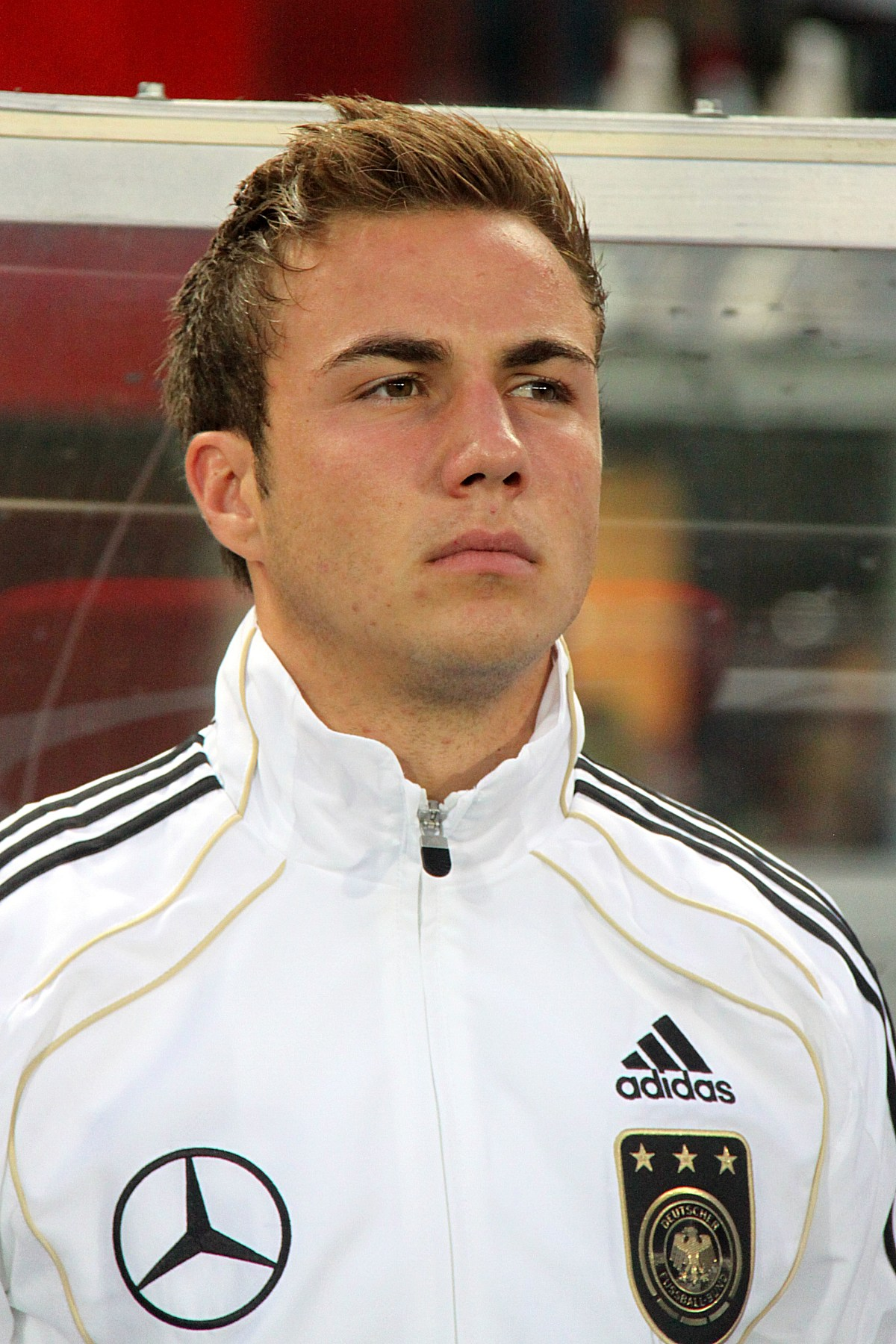
Mario Götze, symbole de la nouvelle génération allemande.

Après quatre victoires en autant de matches lors des éliminatoires, l'Allemagne aborde l'année 2011 dans une position des plus favorables.

### Résumé de la saison

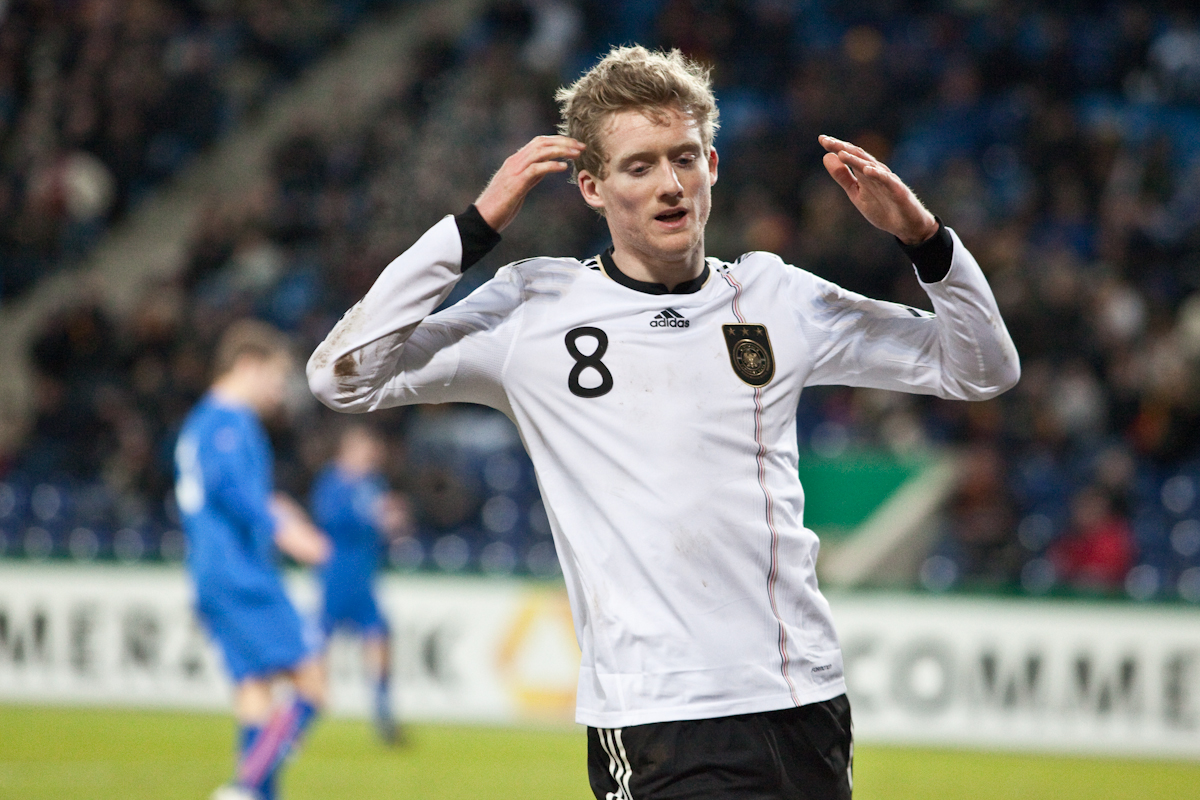
André Schürrle, le « super joker » de la Mannschaft.

Le 9 février 2011, pour sa rentrée, l'Allemagne finit dos à dos avec l'Italie à Dortmund. Miroslav Klose ouvre le score en début de partie tandis que Giuseppe Rossi égalise pour l'Italie en fin de match. L'Allemagne n'a plus battu l'Italie depuis 16 ans.
À la suite des bons résultats et du beau jeu retrouvé de la Mannschaft, Joachim Löw et son adjoint Hans-Dieter Flick, prolongent le 15 mars 2011 jusqu'en 2014.
Le 26 mars 2011, l'Allemagne affronte le Kazakhstan à Kaiserslautern, ville du club des débuts de Miroslav Klose. Et le buteur allemand brille devant son public en inscrivant un doublé, Thomas Müller inscrit quant à lui les deux autres buts du 4 à 0.
Pour le match amical face à l'Australie du 29 mars 2011, le sélectionneur allemand libère Mesut Özil et Sami Khedira et met le capitaine Philipp Lahm, qui a disputé les 102 derniers matchs du Bayern Munich, au repos. Lukas Podolski enfile le brassard de capitaine tandis que Sven Bender connaît sa première sélection en étant titularisé face aux Socceroos. Malgré l'ouverture du score par Mario Gómez, L'Allemagne est battue à domicile par l'Australie sur le score de 2 buts à 1.
Le 23 avril 2011, Bastian Schweinsteiger se fracture un orteil du pied droit face à l'Eintracht Francfort et manquera donc les trois prochains matches de l'Allemagne face à l'Uruguay, l'Autriche et l'Azerbaïdjan.
Le 29 mai 2011, dans un remake de la petite finale de la dernière Coupe du monde, l'Allemagne domine à nouveau l'Uruguay 2 buts à 1 grâce à Mario Gómez et au premier but en sélection d'André Schürrle contre un but de Walter Gargano. Ce match voit également la première sélection de Benedikt Höwedes ainsi que la blessure de Miroslav Klose qui manquera les deux prochains matches de la Mannschaft.
L'Allemagne remporte ensuite ses deux matches face à l'Autriche le 3 juin 2011, 1 à 2 lors d'un match difficile grâce à un doublé de Mario Gómez, et l'Azerbaïdjan le 7 juin 2011, 1 à 3 grâce à des buts de Mesut Özil, Mario Gómez et André Schürrle. La Mannschaft en est donc à 7 victoires en 7 matches lors de ces éliminatoires, une nouvelle victoire en septembre face à l'Autriche leur assurerait la participation à l'Euro 2012.
Le 16 juin 2011, la Fédération allemande de football annonce la retraite de Michael Ballack. Ballack, alors qu'il était titulaire et capitaine de la sélection, s'était gravement blessé lors de la finale de la FA Cup en mai 2010 et manquait ainsi le mondial en Afrique du Sud, depuis il n'avait plus jamais été appelé par Joachim Löw. Le milieu de terrain composé de Sami Khedira, Bastian Schweinsteiger et Mesut Özil qui donnait entière satisfaction, la volonté du sélectionneur de faire émerger une nouvelle génération et le fait que Philipp Lahm veuille à tout prix garder le brassard de capitaine ne laissaient pas présager un retour de l'ancienne gloire allemande. Löw lui propose toutefois une dernière sélection en guise de jubilé lors du match amical du 10 août 2011 face au Brésil, mais Ballack décline l'invitation jugeant cela comme une « farce ». Michael Ballack aura endossé le maillot allemand 98 fois, inscrivant 42 buts.

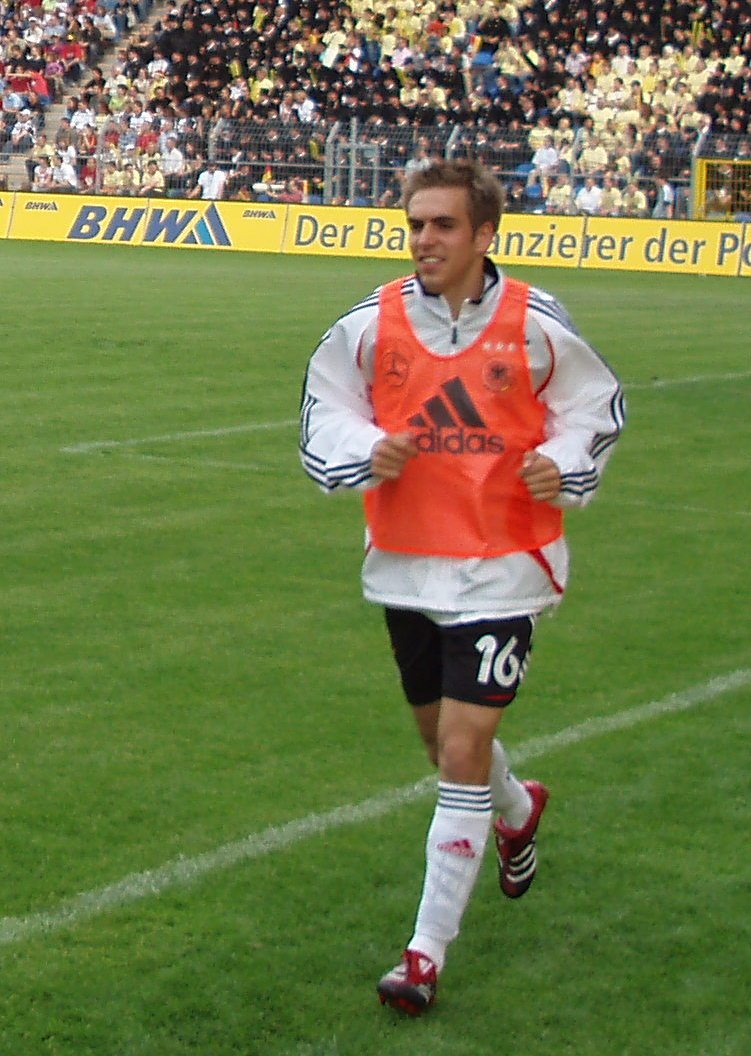
Philipp Lahm, capitaine de l'Allemagne.

Un match de rêve se dessine le 10 août 2011, en effet huit étoiles de champions du monde s'affrontent lors du match amical entre l'Allemagne et le Brésil. Muets à la pause, le match s'emballera et verra cinq buts êtres inscrits au coup de sifflet final. L’Allemagne l'emporte sur le score de 3 à 2 avec des buts signés Bastian Schweinsteiger sur pénalty, Mario Götze et André Schürrle côté allemand et Robinho (sur pénalty) et Neymar du côté de la Seleção. C'est la première victoire allemande face au Brésil depuis 18 ans.
Le 27 août 2011, Mario Gómez se blesse en championnat face à Kaiserslautern et manquera donc les deux prochains matches de l'Allemagne. Il est remplacé par Cacau.
Le 2 septembre 2011, la Mannschaft écrase son voisin autrichien sur le score de 6 buts à 2, grâce notamment à un doublé de Mesut Özil, André Schürrle marque quant à lui pour la troisième fois consécutive sous le maillot allemand. Ainsi, avec huit victoires en huit matches, l'Allemagne devient la première nation à décrocher son billet pour l'Euro 2012 (en dehors de l'Ukraine et la Pologne, pays organisateurs). L'Espagne et Italie la rejoignent cinq jours plus tard.
Le 6 septembre 2011, l'Allemagne dispute lors d'un match amical face à la Pologne le premier match international de la PGE Arena Gdańsk, stade fraîchement terminé afin d'accueillir l'Euro 2012. Le match se termine sur le score de 2 buts à 2 avec le premier but en sélection de Toni Kroos sur pénalty et un autre de Cacau, côté polonais les buteurs se nomment Robert Lewandowski et Jakub Błaszczykowski sur pénalty. Lars Bender y reçoit également sa première cape internationale.
Le 7 octobre 2011, après avoir repoussé l'échéance plusieurs fois pour cause de blessure, Marco Reus, l'un des plus prometteurs joueurs allemands, obtient enfin sa première sélection à l'occasion d'un match contre le cousin turc (victoire de l'Allemagne 1-3). Quatre jours plus tard, la Mannschaft vient à bout du voisin belge et ruine ainsi leurs espoirs de qualifications. À cette occasion Ilkay Gündogan dispute son premier match international.
Le 11 novembre 2011, Bastian Schweinsteiger, Philipp Lahm, Marcel Schmelzer, Manuel Neuer et, encore une fois, Miroslav Klose et Marco Reus manquent à l'appel pour le match amical face à l'Ukraine étant blessés. La presse allemande attend particulièrement ce match car ce qu'elle réclamait depuis des mois va se réaliser : Joachim Löw va associer les deux génies Mario Götze et Mesut Özil pour la première fois,. Même le Kaiser réclamait ce duo quelques mois auparavant :

« Tous deux sont d'excellents joueurs offensifs et trop bons pour s'en passer [...] Jogi (Löw) doit trouver la bonne solution pour les deux à l'occasion des prochains matches [...] Avant la Coupe du monde 1970, la question était : Gerd Müller ou Uwe Seeler en attaque, car les deux étaient trop similaires. Le sélectionneur Helmut Schön a tranché : les deux. Et cela a fonctionné. »

— Franz Beckenbauer, le 12 août 2011

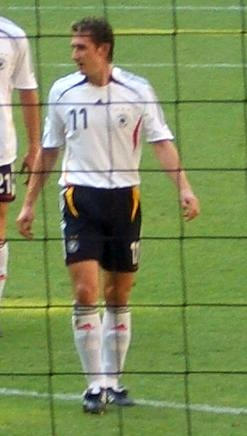
Miroslav Klose, deuxième meilleur buteur des éliminatoires.

Au cours de ce match la défense allemande prend l'eau en première mi-temps en encaissant trois buts pour la première sélection de Ron-Robert Zieler, il faut remonter à 1954 pour trouver un gardien allemand qui a encaissé autant de but pour sa première apparition sous le maillot de la Mannschaft, mais Toni Kroos sauve toutefois l'honneur en inscrivant un but avant la pause. Au retour des vestiaires les Allemands reviennent avec de meilleures intentions et parviennent à revenir au score grâce à des buts de Simon Rolfes et Thomas Müller.

### Coefficient FIFA
Le tableau ci-dessous présente les coefficients mensuels de l'équipe d'Allemagne publiés par la FIFA durant la campagne
| 2010 |       |      |      |       |     |      | juil. | août | sept. | oct. | nov. | déc. |
| ---- | ----- | ---- | ---- | ----- | --- | ---- | ----- | ---- | ----- | ---- | ---- | ---- |
| Rang |       |      |      |       |     |      | 4     | 4    | 3     | 4    | 4    | 3    |
| 2011 | janv. | fév. | mars | avril | mai | juin | juil. | août | sept. | oct. | nov. | déc. |
| Rang | 3     | 3    | 3    | 4     | 4   | 3    | 3     | 3    | 3     | 3    | 3    | 3    |
| 2012 | janv. | fév. | mars | avril | mai | juin | juil. | août | sept. | oct. | nov. | déc. |
| Rang | 3     | 2    | 3    | 2     | 2   | 3    | 2     |      |       |      |      |      |

## Les matchs
| Date             | Stade, Ville, Pays                             | Adversaire  | Score | Comp   | Buteurs allemands                                                                   |
| 11 août 2010     | Parken Stadium Copenhague, Danemark            | Danemark    | 2 – 2 | Amical | Gómez 19e, Helmes 72e                                                               |
| 3 septembre 2010 | Stade Roi-Baudouin Bruxelles, Belgique         | Belgique    | 0 – 1 | QCE    | Klose 51e                                                                           |
| 7 septembre 2010 | RheinEnergieStadion Cologne, Allemagne         | Azerbaïdjan | 6 – 1 | QCE    | Westermann 28e, Podolski 45+1e, Klose 45+2e 90+2e, Sadygov 53e (csc), Badstuber 86e |
| 8 octobre 2010   | Stade olympique de Berlin Berlin, Allemagne    | Turquie     | 3 – 0 | QCE    | Klose 42e 87e, Özil 79e                                                             |
| 12 octobre 2010  | Astana Arena Astana, Kazakhstan                | Kazakhstan  | 0 – 3 | QCE    | Klose 48e, Gómez 76e, Podolski 85e                                                  |
| 17 novembre 2010 | Nya Ullevi Göteborg, Suède                     | Suède       | 0 – 0 | Amical |                                                                                     |
| 9 février 2011   | Signal Iduna Park Dortmund, Allemagne          | Italie      | 1 – 1 | Amical | Klose 17e                                                                           |
| 26 mars 2011     | Fritz-Walter-Stadion Kaiserslautern, Allemagne | Kazakhstan  | 4 – 0 | QCE    | Klose 3e 88e, Müller 25e 43e                                                        |
| 29 mars 2011     | Borussia-Park Mönchengladbach, Allemagne       | Australie   | 1 – 2 | Amical | Gómez 26e                                                                           |
| 29 mai 2011      | Rhein-Neckar-Arena Sinsheim, Allemagne         | Uruguay     | 2 – 1 | Amical | Gómez 21e, Schürrle 36e                                                             |
| 3 juin 2011      | Stade Ernst Happel Vienne, Autriche            | Autriche    | 1 – 2 | QCE    | Gómez 44e 90e                                                                       |
| 7 juin 2011      | Stade Tofiq-Béhramov Bakou, Azerbaïdjan        | Azerbaïdjan | 1 – 3 | QCE    | Özil 29e, Gómez 40e, Schürrle 90+3e                                                 |
| 10 août 2011     | Mercedes-Benz Arena Stuttgart, Allemagne       | Brésil      | 3 – 2 | Amical | Schweinsteiger 61e (pen.), Götze 67e, Schürrle 80e                                  |
| 2 septembre 2011 | Veltins-Arena Gelsenkirchen, Allemagne         | Autriche    | 6 – 2 | QCE    | Klose 8e, Özil 23e 47e, Podolski 28e, Schürrle 83e, Götze 88e                       |
| 6 septembre 2011 | PGE Arena Gdańsk Gdańsk, Pologne               | Pologne     | 2 – 2 | Amical | Kroos 68e (pen.), Cacau 90+4e                                                       |
| 7 octobre 2011   | Türk Telekom Arena Istanbul, Turquie           | Turquie     | 3 – 1 | QCE    | Gómez 35e, Müller 66e, Schweinsteiger 86e (pen.)                                    |
| 11 octobre 2011  | Esprit arena Düsseldorf, Allemagne             | Belgique    | 3 – 1 | QCE    | Özil 30e, Schürrle 33e, Gómez 48e                                                   |
| 11 novembre 2011 | Stade olympique de Kiev Kiev, Ukraine          | Ukraine     | 3 – 3 | Amical | Kroos 38e, Rolfes 65e, Müller 77e                                                   |
| 15 novembre 2011 | Imtech Arena Hambourg, Allemagne               | Pays-Bas    | 3 – 0 | Amical | Müller 15e, Klose 26e, Özil 66e                                                     |
| 29 février 2012  | Weserstadion Brême, Allemagne                  | France      | 1 – 2 | Amical | Cacau 90+1e                                                                         |
| 26 mai 2012      | Parc Saint-Jacques Bâle, Suisse                | Suisse      | 5 – 3 | Amical | Hummels 45e, Schürrle 64e, Reus 72e                                                 |
| 31 mai 2012      | Red Bull Arena Leipzig, Allemagne              | Israël      | 2 – 0 | Amical | Gómez 40e, Schürrle 82e                                                             |
| 9 juin 2012      | Arena Lviv Lviv, Ukraine                       | Portugal    | 1 – 0 | Euro   | Gómez 72e                                                                           |
| 13 juin 2012     | Stade Metalist Kharkiv, Ukraine                | Pays-Bas    | 1 – 2 | Euro   | Gómez 24e 38e                                                                       |
| 17 juin 2012     | Stade Metalist Kharkiv, Ukraine                | Danemark    | 1 – 2 | Euro   | Podolski 19e, Bender 80e                                                            |
| 22 juin 2012     | PGE Arena Gdańsk Gdańsk, Pologne               | Grèce       | 4 – 2 | Euro   | Lahm 39e, Khedira 61e, Klose 68e, Reus 74e                                          |
| 28 juin 2012     | Stade national Varsovie, Pologne               | Italie      | 1 – 2 | Euro   | Özil 90+2e (pen.)                                                                   |

### Bilan en cours
| Rang | Équipe    | Pts | J  | G  | N | P | Bp | Bc | Diff |
| ---- | --------- | --- | -- | -- | - | - | -- | -- | ---- |
| #    | Allemagne | 44  | 27 | 18 | 5 | 4 | 67 | 33 | +34  |

## Résultats détaillés
| Match amical                                     | Danemark                   | 2 – 2   | Allemagne              | Parken Stadium Copenhague, Danemark         |                                             |
| 11 août 2010 · 19h30 · Historique des rencontres | Rommedahl 74e · Junker 87e | (0 – 1) | 19e Gómez · 72e Helmes | Spectateurs : 16 100 Arbitrage : Alan Kelly | Spectateurs : 16 100 Arbitrage : Alan Kelly |
| 11 août 2010 · 19h30 · Historique des rencontres | Rapport                    |         |                        | Spectateurs : 16 100 Arbitrage : Alan Kelly | Spectateurs : 16 100 Arbitrage : Alan Kelly |

| Éliminatoires Euro 2012                              | Belgique | 0 – 1   | Allemagne | Stade Roi-Baudouin Bruxelles, Belgique       |                                              |
| 3 septembre 2010 · 20h45 · Historique des rencontres |          | (0 – 0) | 51e Klose | Spectateurs : 42 000 Arbitrage : Terje Hauge | Spectateurs : 42 000 Arbitrage : Terje Hauge |
| 3 septembre 2010 · 20h45 · Historique des rencontres | Rapport  |         |           | Spectateurs : 42 000 Arbitrage : Terje Hauge | Spectateurs : 42 000 Arbitrage : Terje Hauge |

| Éliminatoires Euro 2012                            | Allemagne                | 3 – 0   | Turquie | Stade olympique de Berlin Berlin, Allemagne  |                                              |
| 8 octobre 2010 · 20h45 · Historique des rencontres | Klose 42e 87e · Özil 79e | (1 – 0) |         | Spectateurs : 74 244 Arbitrage : Howard Webb | Spectateurs : 74 244 Arbitrage : Howard Webb |
| 8 octobre 2010 · 20h45 · Historique des rencontres | Rapport                  |         |         | Spectateurs : 74 244 Arbitrage : Howard Webb | Spectateurs : 74 244 Arbitrage : Howard Webb |

| Éliminatoires Euro 2012                             | Kazakhstan | 0 – 3   | Allemagne                            | Astana Arena Astana, Kazakhstan                  |                                                  |
| 12 octobre 2010 · 23h00 · Historique des rencontres |            | (0 – 0) | Klose 48e · Gómez 76e · Podolski 85e | Spectateurs : 18 000 Arbitrage : Alexandru Tudor | Spectateurs : 18 000 Arbitrage : Alexandru Tudor |
| 12 octobre 2010 · 23h00 · Historique des rencontres | Rapport    |         |                                      | Spectateurs : 18 000 Arbitrage : Alexandru Tudor | Spectateurs : 18 000 Arbitrage : Alexandru Tudor |

| Match amical                                         | Suède   | 0 – 0   | Allemagne | Nya Ullevi Göteborg, Suède                               |                                                          |
| 17 novembre 2010 · 20h30 · Historique des rencontres |         | (0 – 0) |           | Spectateurs : 21 959 Arbitrage : Carlos Velasco Carballo | Spectateurs : 21 959 Arbitrage : Carlos Velasco Carballo |
| 17 novembre 2010 · 20h30 · Historique des rencontres | Rapport |         |           | Spectateurs : 21 959 Arbitrage : Carlos Velasco Carballo | Spectateurs : 21 959 Arbitrage : Carlos Velasco Carballo |

| Match amical                                       | Allemagne | 1 – 1   | Italie    | Signal Iduna Park Dortmund, Allemagne           |                                                 |
| 9 février 2011 · 20h45 · Historique des rencontres | Klose 17e | (1 – 0) | 81e Rossi | Spectateurs : 60 196 Arbitrage : Eric Braamhaar | Spectateurs : 60 196 Arbitrage : Eric Braamhaar |
| 9 février 2011 · 20h45 · Historique des rencontres | Rapport   |         |           | Spectateurs : 60 196 Arbitrage : Eric Braamhaar | Spectateurs : 60 196 Arbitrage : Eric Braamhaar |

| Éliminatoires Euro 2012                          | Allemagne                     | 4 – 0   | Kazakhstan | Fritz-Walter-Stadion Kaiserslautern, Allemagne      |                                                     |
| 26 mars 2011 · 20h00 · Historique des rencontres | Klose 3e 88e · Müller 25e 43e | (3 – 0) |            | Spectateurs : 47 849 Arbitrage : Aleksandar Stavrev | Spectateurs : 47 849 Arbitrage : Aleksandar Stavrev |
| 26 mars 2011 · 20h00 · Historique des rencontres | Rapport                       |         |            | Spectateurs : 47 849 Arbitrage : Aleksandar Stavrev | Spectateurs : 47 849 Arbitrage : Aleksandar Stavrev |

| Match amical                                     | Allemagne | 1 – 2   | Australie                         | Borussia-Park Mönchengladbach, Allemagne         |                                                  |
| 29 mars 2011 · 20h45 · Historique des rencontres | Gómez 26e | (1 – 0) | 61e Carney · 64e (pen.) Wilkshire | Spectateurs : 30 152 Arbitrage : Stéphane Lannoy | Spectateurs : 30 152 Arbitrage : Stéphane Lannoy |
| 29 mars 2011 · 20h45 · Historique des rencontres | Rapport   |         |                                   | Spectateurs : 30 152 Arbitrage : Stéphane Lannoy | Spectateurs : 30 152 Arbitrage : Stéphane Lannoy |

| Match amical                                    | Allemagne                | 2 – 1   | Uruguay     | Rhein-Neckar-Arena Sinsheim, Allemagne                |                                                       |
| 29 mai 2011 · 20h00 · Historique des rencontres | Gómez 21e · Schürrle 36e | (2 – 0) | 49e Gargano | Spectateurs : 25 655 Arbitrage : Olegário Benquerença | Spectateurs : 25 655 Arbitrage : Olegário Benquerença |
| 29 mai 2011 · 20h00 · Historique des rencontres | Rapport                  |         |             | Spectateurs : 25 655 Arbitrage : Olegário Benquerença | Spectateurs : 25 655 Arbitrage : Olegário Benquerença |

| Éliminatoires Euro 2012                         | Autriche            | 1 – 2   | Allemagne     | Stade Ernst Happel Vienne, Autriche              |                                                  |
| 3 juin 2011 · 20h35 · Historique des rencontres | Friedrich 50e (csc) | (0 – 1) | 44e 90e Gómez | Spectateurs : 47 500 Arbitrage : Massimo Busacca | Spectateurs : 47 500 Arbitrage : Massimo Busacca |
| 3 juin 2011 · 20h35 · Historique des rencontres | Rapport             |         |               | Spectateurs : 47 500 Arbitrage : Massimo Busacca | Spectateurs : 47 500 Arbitrage : Massimo Busacca |

| Éliminatoires Euro 2012                         | Azerbaïdjan  | 1 – 3   | Allemagne                             | Stade Tofiq-Béhramov Bakou, Azerbaïdjan               |                                                       |
| 7 juin 2011 · 22h00 · Historique des rencontres | Hüseynov 89e | (0 – 2) | 29e Özil · 40e Gómez · 90+3e Schürrle | Spectateurs : 29 858 Arbitrage : Michális Koukoulákis | Spectateurs : 29 858 Arbitrage : Michális Koukoulákis |
| 7 juin 2011 · 22h00 · Historique des rencontres | Rapport      |         |                                       | Spectateurs : 29 858 Arbitrage : Michális Koukoulákis | Spectateurs : 29 858 Arbitrage : Michális Koukoulákis |

| Match amical                                     | Allemagne                                            | 3 – 2   | Brésil                            | Mercedes-Benz Arena Stuttgart, Allemagne       |                                                |
| 10 août 2011 · 20h45 · Historique des rencontres | Schweinsteiger 61e (pen.) · Götze 67e · Schürrle 80e | (0 – 0) | 71e (pen.) Robinho · 90+2e Neymar | Spectateurs : 54 700 Arbitrage : Viktor Kassai | Spectateurs : 54 700 Arbitrage : Viktor Kassai |
| 10 août 2011 · 20h45 · Historique des rencontres | Rapport                                              |         |                                   | Spectateurs : 54 700 Arbitrage : Viktor Kassai | Spectateurs : 54 700 Arbitrage : Viktor Kassai |

| Éliminatoires Euro 2012                              | Allemagne                                                         | 6 – 2   | Autriche                    | Veltins-Arena Gelsenkirchen, Allemagne             |                                                    |
| 2 septembre 2011 · 20h45 · Historique des rencontres | Klose 8e · Özil 23e 47e · Podolski 28e · Schürrle 83e · Götze 88e | (3 – 1) | 42e Arnautović · 51e Harnik | Spectateurs : 53 313 Arbitrage : Paolo Tagliavento | Spectateurs : 53 313 Arbitrage : Paolo Tagliavento |
| 2 septembre 2011 · 20h45 · Historique des rencontres | Rapport                                                           |         |                             | Spectateurs : 53 313 Arbitrage : Paolo Tagliavento | Spectateurs : 53 313 Arbitrage : Paolo Tagliavento |

| Match amical                                         | Pologne                                     | 2 – 2   | Allemagne                      | PGE Arena Gdańsk Gdańsk, Pologne                |                                                 |
| 6 septembre 2011 · 20h45 · Historique des rencontres | Lewandowski 55e · Błaszczykowski 90e (pen.) | (0 – 0) | 68e (pen.) Kroos · 90+4e Cacau | Spectateurs : 40 000 Arbitrage : Daniele Orsato | Spectateurs : 40 000 Arbitrage : Daniele Orsato |
| 6 septembre 2011 · 20h45 · Historique des rencontres | Rapport                                     |         |                                | Spectateurs : 40 000 Arbitrage : Daniele Orsato | Spectateurs : 40 000 Arbitrage : Daniele Orsato |

| Éliminatoires Euro 2012                            | Turquie   | 1 – 3   | Allemagne                                          | Türk Telekom Arena Istanbul, Turquie             |                                                  |
| 7 octobre 2011 · 21h30 · Historique des rencontres | Balta 79e | (0 – 1) | 35e Gómez · 66e Müller · 86e (pen.) Schweinsteiger | Spectateurs : 51 000 Arbitrage : Martin Atkinson | Spectateurs : 51 000 Arbitrage : Martin Atkinson |
| 7 octobre 2011 · 21h30 · Historique des rencontres | Rapport   |         |                                                    | Spectateurs : 51 000 Arbitrage : Martin Atkinson | Spectateurs : 51 000 Arbitrage : Martin Atkinson |

| Éliminatoires Euro 2012                             | Allemagne                           | 3 – 1   | Belgique     | Esprit arena Düsseldorf, Allemagne                 |                                                    |
| 11 octobre 2011 · 20h45 · Historique des rencontres | Özil 30e · Schürrle 33e · Gómez 48e | (2 – 0) | 86e Fellaini | Spectateurs : 52 000 Arbitrage : Svein Oddvar Moen | Spectateurs : 52 000 Arbitrage : Svein Oddvar Moen |
| 11 octobre 2011 · 20h45 · Historique des rencontres | Rapport                             |         |              | Spectateurs : 52 000 Arbitrage : Svein Oddvar Moen | Spectateurs : 52 000 Arbitrage : Svein Oddvar Moen |

| Match amical                                         | Ukraine                                          | 3 – 3   | Allemagne                           | Stade olympique de Kiev Kiev, Ukraine                    |                                                          |
| 11 novembre 2011 · 20h45 · Historique des rencontres | Yarmolenko 28e · Konoplyanka 36e · Nazarenko 45e | (3 – 1) | 38e Kroos · 65e Rolfes · 77e Müller | Spectateurs : 69 700 Arbitrage : Carlos Velasco Carballo | Spectateurs : 69 700 Arbitrage : Carlos Velasco Carballo |
| 11 novembre 2011 · 20h45 · Historique des rencontres | Rapport                                          |         |                                     | Spectateurs : 69 700 Arbitrage : Carlos Velasco Carballo | Spectateurs : 69 700 Arbitrage : Carlos Velasco Carballo |

| Match amical                                         | Allemagne                         | 3 – 0   | Pays-Bas | Imtech Arena Hambourg, Allemagne              |                                               |
| 15 novembre 2011 · 20h45 · Historique des rencontres | Müller 15e · Klose 26e · Özil 66e | (2 – 0) |          | Spectateurs : 56 000 Arbitrage : Cüneyt Çakır | Spectateurs : 56 000 Arbitrage : Cüneyt Çakır |
| 15 novembre 2011 · 20h45 · Historique des rencontres | Rapport                           |         |          | Spectateurs : 56 000 Arbitrage : Cüneyt Çakır | Spectateurs : 56 000 Arbitrage : Cüneyt Çakır |

| Match amical                                        | Allemagne   | 1 – 2   | France                   | Weserstadion Brême, Allemagne                      |                                                    |
| 29 février 2012 · 20h45 · Historique des rencontres | Cacau 90+1e | (0 – 1) | 21e Giroud · 69e Malouda | Spectateurs : 37 800 Arbitrage : Paolo Tagliavento | Spectateurs : 37 800 Arbitrage : Paolo Tagliavento |
| 29 février 2012 · 20h45 · Historique des rencontres | Rapport     |         |                          | Spectateurs : 37 800 Arbitrage : Paolo Tagliavento | Spectateurs : 37 800 Arbitrage : Paolo Tagliavento |

| Match amical                                    | Suisse                                                      | 5 – 3   | Allemagne                             | Parc Saint-Jacques Bâle, Suisse                 |                                                 |
| 26 mai 2012 · 18h00 · Historique des rencontres | Derdiyok 21e 23e 50e · Lichtsteiner 67e · Admir Mehmedi 76e | (2 – 1) | 45e Hummels · 64e Schürrle · 72e Reus | Spectateurs : 27 381 Arbitrage : Antony Gautier | Spectateurs : 27 381 Arbitrage : Antony Gautier |
| 26 mai 2012 · 18h00 · Historique des rencontres | Rapport                                                     |         |                                       | Spectateurs : 27 381 Arbitrage : Antony Gautier | Spectateurs : 27 381 Arbitrage : Antony Gautier |

| Match amical                                    | Allemagne                | 2 – 0   | Israël | Red Bull Arena Leipzig, Allemagne           |                                             |
| 31 mai 2012 · 20h30 · Historique des rencontres | Gómez 40e · Schürrle 82e | (1 – 0) |        | Spectateurs : 43 241 Arbitrage : Kevin Blom | Spectateurs : 43 241 Arbitrage : Kevin Blom |
| 31 mai 2012 · 20h30 · Historique des rencontres | Rapport                  |         |        | Spectateurs : 43 241 Arbitrage : Kevin Blom | Spectateurs : 43 241 Arbitrage : Kevin Blom |

| Euro 2012, Groupe B                             | Allemagne | 1 – 0   | Portugal | Arena Lviv Lviv, Ukraine                         |                                                  |
| 9 juin 2012 · 20h45 · Historique des rencontres | Gómez 72e | (1 – 0) |          | Spectateurs : 32 990 Arbitrage : Stéphane Lannoy | Spectateurs : 32 990 Arbitrage : Stéphane Lannoy |
| 9 juin 2012 · 20h45 · Historique des rencontres | Rapport   |         |          | Spectateurs : 32 990 Arbitrage : Stéphane Lannoy | Spectateurs : 32 990 Arbitrage : Stéphane Lannoy |

| Euro 2012, Groupe B                              | Pays-Bas       | 1 – 2   | Allemagne     | Stade Metalist Kharkiv, Ukraine                 |                                                 |
| 13 juin 2012 · 20h45 · Historique des rencontres | Van Persie 73e | (0 – 2) | 24e 38e Gómez | Spectateurs : 37 750 Arbitrage : Jonas Eriksson | Spectateurs : 37 750 Arbitrage : Jonas Eriksson |
| 13 juin 2012 · 20h45 · Historique des rencontres | Rapport        |         |               | Spectateurs : 37 750 Arbitrage : Jonas Eriksson | Spectateurs : 37 750 Arbitrage : Jonas Eriksson |

| Euro 2012, Groupe B                              | Danemark        | 1 – 2   | Allemagne                    | Arena Lviv Lviv, Ukraine                                 |                                                          |
| 17 juin 2012 · 20h45 · Historique des rencontres | Krohn-Dehli 24e | (1 – 1) | 19e Podolski · 80e L. Bender | Spectateurs : 32 990 Arbitrage : Carlos Velasco Carballo | Spectateurs : 32 990 Arbitrage : Carlos Velasco Carballo |
| 17 juin 2012 · 20h45 · Historique des rencontres | Rapport         |         |                              | Spectateurs : 32 990 Arbitrage : Carlos Velasco Carballo | Spectateurs : 32 990 Arbitrage : Carlos Velasco Carballo |

| Euro 2012, Quart-de-finale                       | Allemagne                                     | 4 – 2   | Grèce                                | PGE Arena Gdańsk Gdańsk, Pologne               |                                                |
| 22 juin 2012 · 20h45 · Historique des rencontres | Lahm 39e · Khedira 61e · Klose 68e · Reus 74e | (1 – 0) | 55e Samarás · 89e (pen.) Salpingídis | Spectateurs : 38 751 Arbitrage : Damir Skomina | Spectateurs : 38 751 Arbitrage : Damir Skomina |
| 22 juin 2012 · 20h45 · Historique des rencontres | Rapport                                       |         |                                      | Spectateurs : 38 751 Arbitrage : Damir Skomina | Spectateurs : 38 751 Arbitrage : Damir Skomina |

| Euro 2012, Demi-finale                           | Allemagne  | 1 – 2   | Italie            | Stade national Varsovie, Pologne                 |                                                  |
| 28 juin 2012 · 20h45 · Historique des rencontres | Özil 90+2e | (0 – 2) | 20e 36e Balotelli | Spectateurs : 55 540 Arbitrage : Stéphane Lannoy | Spectateurs : 55 540 Arbitrage : Stéphane Lannoy |
| 28 juin 2012 · 20h45 · Historique des rencontres | Rapport    |         |                   | Spectateurs : 55 540 Arbitrage : Stéphane Lannoy | Spectateurs : 55 540 Arbitrage : Stéphane Lannoy |

## Les joueurs
| Joueurs                                               |    |    |    |    |    |    |    |    |    |    |          |    |    |    |    |    |    |    |    |    |    |    |    |    |    |    |    |
| Gardiens de but                                       |    |    |    |    |    |    |    |    |    |    |          |    |    |    |    |    |    |    |    |    |    |    |    |    |    |    |    |
| Tim Wiese (Werder Brême)                              | 90 |    |    |    |    |    |    |    | 90 |    |          |    |    |    | 90 |    |    |    |    | 90 |    |    |    |    |    |    |    |
| Manuel Neuer (Schalke 04, puis Bayern Munich)         |    | 90 | 90 | 90 | 90 |    | 90 | 90 |    | 90 | 90       | 90 | 90 | 90 |    | 90 | 90 |    | 90 |    |    | 90 | 90 | 90 | 90 | 90 | 90 |
| René Adler (Bayer Leverkusen)                         |    |    |    |    |    | 90 |    |    |    |    |          |    |    |    |    |    |    |    |    |    |    |    |    |    |    |    |    |
| Ron-Robert Zieler (Hanovre 96)                        |    |    |    |    |    |    |    |    |    |    |          |    |    |    |    |    |    | 90 |    |    |    |    |    |    |    |    |    |
| Marc-André ter Stegen (Borussia Mönchengladbach)      |    |    |    |    |    |    |    |    |    |    |          |    |    |    |    |    |    |    |    |    | 90 |    |    |    |    |    |    |
| Défenseurs                                            |    |    |    |    |    |    |    |    |    |    |          |    |    |    |    |    |    |    |    |    |    |    |    |    |    |    |    |
| Serdar Taşçı (VfB Stuttgart)                          | 90 |    |    |    |    |    |    |    |    |    |          |    |    |    |    |    |    |    |    |    |    |    |    |    |    |    |    |
| Marcel Schäfer (VfL Wolfsburg)                        | 90 |    |    |    |    |    |    |    |    |    |          |    |    |    |    |    |    |    |    |    |    |    |    |    |    |    |    |
| Jérôme Boateng (Manchester City, puis Bayern Munich)  | 78 |    |    |    |    | 45 | 27 |    |    |    |          |    | 1  | 45 | 90 | 73 |    | 90 | 65 | 90 |    | 90 | 90 | 90 |    | 90 | 71 |
| Andreas Beck (Hoffenheim)                             | 56 |    |    |    |    | 45 |    |    |    |    |          |    |    |    |    |    |    |    |    |    |    |    |    |    |    |    |    |
| Christian Schulz (Hanovre 96)                         | 12 |    |    |    |    |    |    |    |    |    |          |    |    |    |    |    |    |    |    |    |    |    |    |    |    |    |    |
| Philipp Lahm (Bayern Munich)                          |    | 90 | 90 | 90 | 90 |    | 63 | 90 |    | 66 | 90       | 90 | 90 | 90 | 45 | 90 | 84 |    |    |    |    | 90 | 90 | 90 | 90 | 90 | 90 |
| Holger Badstuber (Bayern Munich)                      |    | 90 | 90 | 90 | 90 |    | 63 | 90 |    | 24 | 21       | 90 | 90 | 90 |    | 90 |    | 90 | 45 | 45 |    | 90 | 90 | 90 | 90 | 90 | 90 |
| Per Mertesacker (Werder Brême, puis Arsenal)          |    | 90 | 11 | 90 | 90 |    | 90 | 90 |    |    |          |    |    |    | 90 | 90 | 90 |    | 90 |    | 90 | 90 |    |    |    |    |    |
| Marcell Jansen (Hambourg SV)                          |    | 45 |    |    |    |    |    |    |    |    |          |    |    |    |    |    |    |    |    |    |    |    |    |    |    |    |    |
| Heiko Westermann (Hambourg SV)                        |    | 45 | 79 | 90 | 90 | 90 |    |    |    |    |          |    |    |    |    |    |    |    |    |    |    |    |    |    |    |    |    |
| Mats Hummels (Borussia Dortmund)                      |    |    |    |    |    | 90 | 27 |    | 90 | 90 | 90       | 90 | 89 | 90 |    |    | 90 | 90 | 45 | 90 | 90 |    | 90 | 90 | 90 | 90 | 90 |
| Marcel Schmelzer (Borussia Dortmund)                  |    |    |    |    |    | 90 |    |    | 90 | 90 | 90       |    |    |    | 45 |    |    |    |    |    | 90 |    |    |    |    |    |    |
| Dennis Aogo (Hambourg SV)                             |    |    |    |    |    |    | 90 | 90 |    |    | 0        | 90 |    |    |    |    |    | 90 | 90 | 90 |    |    |    |    |    |    |    |
| Arne Friedrich (VfL Wolfsburg)                        |    |    |    |    |    |    |    |    | 90 | 66 | 90 (csc) |    |    |    |    |    |    |    |    |    |    |    |    |    |    |    |    |
| Benedikt Höwedes (Schalke 04)                         |    |    |    |    |    |    |    |    |    | 24 |          | 90 |    | 45 |    | 17 | 90 |    | 25 | 45 | 78 |    |    |    |    |    |    |
| Milieux                                               |    |    |    |    |    |    |    |    |    |    |          |    |    |    |    |    |    |    |    |    |    |    |    |    |    |    |    |
| Toni Kroos (Bayern Munich)                            | 90 | 20 |    | 90 | 90 | 30 |    | 13 | 26 | 79 | 90       | 90 | 90 | 85 | 90 |    | 90 | 87 | 82 | 90 |    | 85 | 3  | 9  | 6  |    | 90 |
| Christian Träsch (VfB Stuttgart, puis VfL Wolfsburg)  | 90 |    |    | 4  |    | 31 |    |    | 90 | 11 |          |    | 90 |    | 90 |    |    | 45 |    |    |    |    |    |    |    |    |    |
| Christian Gentner (VfB Stuttgart)                     | 90 |    |    |    |    |    |    |    |    |    |          |    |    |    |    |    |    |    |    |    |    |    |    |    |    |    |    |
| Thomas Hitzlsperger (West Ham, puis VfL Wolfsburg)    | 66 |    |    |    |    |    |    |    |    |    |          |    |    |    |    |    |    |    |    |    |    |    |    |    |    |    |    |
| Marko Marin (Werder Brême)                            | 57 |    | 29 | 0  | 19 | 60 |    |    |    |    |          |    |    |    |    |    |    |    |    |    |    |    |    |    |    |    |    |
| Sascha Riether (VfL Wolfsburg, puis FC Cologne)       | 34 | 90 | 90 |    |    |    |    |    |    |    |          |    |    |    |    |    | 6  |    |    |    |    |    |    |    |    |    |    |
| Bastian Schweinsteiger (Bayern Munich)                |    | 90 | 78 |    |    | 60 | 90 | 77 | 64 |    |          |    | 85 | 90 |    | 90 |    |    |    |    |    |    | 90 | 90 | 90 | 90 | 90 |
| Sami Khedira (Real Madrid)                            |    | 90 | 90 | 90 | 90 | 59 | 90 | 90 |    |    | 69       |    |    |    |    | 90 | 90 | 45 | 88 | 71 | 45 | 88 | 90 | 90 | 90 | 90 | 90 |
| Mesut Özil (Real Madrid)                              |    | 88 | 90 | 90 | 79 |    | 90 | 90 |    | 45 | 90       | 81 |    | 90 |    |    | 90 | 69 | 90 | 90 | 45 | 90 | 87 | 81 | 90 | 90 | 90 |
| Lewis Holtby (FSV Mayence, puis Schalke 04)           |    |    |    |    |    | 77 |    |    |    |    |          | 2  |    |    |    |    |    |    |    |    |    |    |    |    |    |    |    |
| Mario Götze (Borussia Dortmund)                       |    |    |    |    |    | 12 | 45 | 12 | 25 | 11 |          | 9  | 89 | 5  | 90 | 90 |    | 66 | 25 |    | 78 | 5  |    |    |    | 10 |    |
| Sven Bender (Borussia Dortmund)                       |    |    |    |    |    |    |    |    | 90 |    |          |    |    |    |    |    |    |    |    |    | 12 |    |    |    |    |    |    |
| Simon Rolfes (Bayer Leverkusen)                       |    |    |    |    |    |    |    |    |    | 90 |          |    | 5  |    | 77 |    |    | 45 | 8  |    |    |    |    |    |    |    |    |
| Lars Bender (Bayer Leverkusen)                        |    |    |    |    |    |    |    |    |    |    |          |    |    |    | 13 |    |    | 3  | 2  | 19 | 12 | 2  | 0  | 0  | 90 |    |    |
| Marco Reus (Borussia Mönchengladbach)                 |    |    |    |    |    |    |    |    |    |    |          |    |    |    |    | 0  | 19 |    | 8  | 71 | 45 | 7  |    |    |    | 80 | 45 |
| Ilkay Gündogan (FC Nuremberg, puis Borussia Dortmund) |    |    |    |    |    |    |    |    |    |    |          |    |    |    |    |    | 6  |    |    |    | 45 |    |    |    |    |    |    |
| Julian Draxler (Schalke 04)                           |    |    |    |    |    |    |    |    |    |    |          |    |    |    |    |    |    |    |    |    | 28 |    |    |    |    |    |    |
| Attaquants                                            |    |    |    |    |    |    |    |    |    |    |          |    |    |    |    |    |    |    |    |    |    |    |    |    |    |    |    |
| Mario Gómez (Bayern Munich)                           | 90 |    |    |    | 35 | 90 |    | 25 | 72 | 90 | 90       | 90 | 45 |    |    | 90 | 76 | 83 |    | 45 |    | 67 | 80 | 72 | 74 | 10 | 45 |
| Aaron Hunt (Werder Brême)                             | 33 |    |    |    |    |    |    |    |    |    |          |    |    |    |    |    |    |    |    |    |    |    |    |    |    |    |    |
| Patrick Helmes (Bayer Leverkusen, puis VfL Wolfsburg) | 24 |    |    |    |    |    |    |    |    |    |          |    |    |    |    |    |    |    |    |    |    |    |    |    |    |    |    |
| Thomas Müller (Bayern Munich)                         |    | 90 | 61 | 90 | 71 |    | 45 | 78 | 65 | 79 | 90       | 88 | 90 | 90 | 29 | 90 | 71 | 24 | 90 | 45 |    | 83 | 90 | 90 | 84 | 23 | 19 |
| Miroslav Klose (Bayern Munich, puis Lazio Rome)       |    | 90 | 90 | 90 | 55 |    | 75 | 90 | 18 | 45 |          |    | 45 | 90 | 45 |    |    |    | 82 | 45 | 78 | 23 | 10 | 18 | 16 | 80 | 45 |
| Lukas Podolski (FC Cologne)                           |    | 70 | 90 | 86 | 90 |    | 90 | 65 | 90 | 32 | 67       | 75 | 45 | 73 | 61 | 62 |    | 21 | 65 |    | 62 | 67 | 90 | 90 | 64 |    | 45 |
| Cacau (VfB Stuttgart)                                 |    | 2  | 12 | 0  | 11 | 30 |    |    |    |    |          |    | 1  |    | 45 |    | 14 | 7  |    | 19 | 12 |    |    |    |    |    |    |
| Kevin Großkreutz (Borussia Dortmund)                  |    |    |    |    |    | 78 | 15 |    |    |    |          |    |    |    |    |    |    |    |    |    |    |    |    |    |    |    |    |
| André Schürrle (FSV Mayence, puis Bayer Leverkusen)   |    |    |    |    |    | 13 |    |    | 90 | 58 | 23       | 15 | 45 | 17 | 90 | 28 | 90 | 45 |    | 45 | 90 | 23 |    |    | 26 | 67 |    |

## Buteurs
13 buts                          
- Mario Gómez (Danemark, Kazakhstan, Australie, Uruguay, Autriche x2, Azerbaïdjan, Turquie, Belgique, Israël, Portugal, Pays-Bas x2)

12 buts                        
- Miroslav Klose (Belgique, Azerbaïdjan x2, Turquie x2, Kazakhstan x3, Italie, Autriche, Pays-Bas, Grèce)

7 buts              
- André Schürrle (Uruguay, Azerbaïdjan, Brésil, Autriche, Belgique, Suisse, Israël)
- Mesut Özil (Turquie, Azerbaïdjan, Autriche x2, Belgique, Pays-Bas, Italie)

5 buts          
- Thomas Müller (Kazakhstan x2, Turquie, Ukraine, Pays-Bas)

4 buts        
- Lukas Podolski (Azerbaïdjan, Kazakhstan, Autriche, Danemark)

2 buts    
- Mario Götze (Brésil, Autriche)
- Bastian Schweinsteiger (Brésil, Turquie)
- Toni Kroos (Pologne, Ukraine)
- Cacau (Pologne, France)
- Marco Reus (Suisse, Grèce)

1 but  
- Patrick Helmes (Danemark)
- Heiko Westermann (Azerbaïdjan)
- Holger Badstuber (Azerbaïdjan)
- Simon Rolfes (Luxembourg)
- Mats Hummels (Suisse)
- Lars Bender (Danemark)
- Philipp Lahm (Grèce)
- Sami Khedira (Grèce)